# J.A. Weiss
J. A. Weiss (Weis, Weise, Weyse) verksam under första hälften av 1700-talet; målare.

## Biografi
Vi vet inte mycket om J. A. Weiss, inte ens hans förnamn, men troligen är det samma person som den mäster Weis, som på uppdrag av greve Johan Banér och på dennes bekostnad sörjde för att altaruppsatsen från år 1724 i Örtomta kyrka i Östergötland 1733 blev "större giord och förbättrad".
Bland David Klöcker Ehrenstrahls elever nämner konsthistorikern August Hahr (*1868): "en om [Olof] Arenius [*1701] något erinrande hittills okänd konterfejare vid namn J. A. Weiss, af hvilken jag på Fiholm i Vestmanland funnit Oxenstjernska och Dohnska porträtt från 1700-talet", och tänker därvid tydligen på en bild 1740 av generalmajoren greve Axel Gabriel Oxenstierna af Croneborg i helfigur, signerad J. A. Weise.

## Verk
- Örtomta kyrka, Östergötland: Komplettering av Altaruppsats "Den törnekrönte Kristus" med målning "Nattvarden", 1733 (mäster Weis).
- Länsmuseet Gävleborg i Gävle: Vit- & brunspräcklig ekorre med en fantiserad vy över Högbo bruk i bakgrunden, 1735.
- Landshövding, friherre Johan Cederbielke, 1737.
- Generalmajor greve Axel Gabriel Oxenstierna af Croneborg: Helfigur 1740, signerad I. A. Weise.
- Kopia av Jacob Heinrich Elbfas porträtt av Axel Oxenstierna 1740, signerad J. A. Weyse.